# Molveno
Molveno és un municipi italià, dins de la província de Trento. L'any 2007 tenia 1.125 habitants. Limita amb els municipis d'Andalo, Cavedago, Ragoli, San Lorenzo in Banale, Spormaggiore, Terlago, Tuenno i Vezzano.

## Administració
| Període | Identitat       | Partit        |
| ------- | --------------- | ------------- |
| 2005-   | Paolo Nicolussi | Llista cívica |